# Crocefisso Maggio
Crocefisso Maggio (Torchiarolo, 2 maggio 1962) è un giocatore di biliardo italiano.
Nato a Torchiarolo (BR) il 2 maggio 1962, il giorno della tradizionale festa del paese devoto al "Crocefisso", è tra i più noti campioni di Biliardo Professionistico specialità "Italiana 5 birilli". Cresciuto biliardisticamente come autodidatta, si avvicina non giovanissimo alle manifestazioni agonistiche, dimostrando un talento ed una capacità creativa e realizzativa che non trova eguali nella storia di questa disciplina sportiva.

## Record Sportivi
Unico giocatore nella storia del Biliardo  
- ad aver detenuto contemporaneamente i tre massimi titoli della disciplina: Campione del Mondo, Campione Europeo, Campione Italiano Professionisti.
- a vincere il Campionato del Mondo eliminando tutti gli avversari con il risultato pieno di 4 a 0.
- ad aver vinto una prova di campionato (BTP) partendo dalle selezioni. Risultato quest'ultimo ripetuto due volte consecutive.

## Palmarès sintetico
I principali risultati
- anno 1999 Campione Europeo Professionisti specialità "5 birilli" (Montecarlo)
- anno 2003 Campione del Mondo Professionisti specialità "5 birilli" (Legnano)
- anno 2005 Campione Italiano Professionisti specialità "5 birilli" (Saint Vincent)
- anno 2005 Campionato Europeo per Nazioni a Squadre Professionisti specialità "5 birilli" (Brandeburgo)
- anno 2006 Campionato Italiano a Squadre Professionisti specialità "5 birilli" (Saint Vincent)
- anno 2013 Campione Italiano AICS (Associazione Italiana Cultura e Sport) specialità "5 birilli e "tutti doppi" (Altavilla Vicentina)
- anno 2013 37º Gran Premio di Goriziana (Saint Vincent)
- anno 2014 Campionato Europeo per Nazioni a Squadre Professionisti specialità "5 birilli" (Parabiago - Milano)
- anno 2015 Campione Italiano Professionisti specialità "5 birilli" (Saint Vincent)
- anno 2017 Campione Italiano Professionisti specialità "5 birilli" (Torino)
- 2025 Campionato italiano categoria Nazionali (Saint Vincent)

## BTP
Vittorie complessive nel circuito FIBiS
- Stagione 1999/2000 (Legnano)
- Stagione 1999/2000 (Verona)
- Stagione 1999/2000 (San Benedetto del Tronto)
- Stagione 2000/2001 (Rho)
- Stagione 2001/2002 (Buccinasco)
- Stagione 2002/2003 (Cossato)
- Stagione 2002/2003 (Biella)
- Stagione 2004/2005 (Licata)
- Stagione 2004/2005 (Bardonecchia)
- Stagione 2006/2007 (Modena)
- Stagione 2006/2007 (Chianciano)
- Stagione 2007/2008 (Modena)
- Stagione 2007/2008 (Asti)
- Stagione 2013/2014 (Saint Vincent)
- Stagione 2013/2014 (Caserta)
- Stagione 2014/2015 (Sant'Antonino di Susa)